# Świercze (wieś w województwie opolskim)
Świercze (Śl. Szywołd, niem. Schönwald) – wieś w Polsce, położona w województwie opolskim, w powiecie oleskim, w gminie Olesno.
W latach 1945–1972 w granicach Olesna.
W latach 1975–1998 miejscowość położona była w województwie częstochowskim.
| SIMC    | Nazwa     | Rodzaj     |
| ------- | --------- | ---------- |
| 0140340 | Cegielnia | przysiółek |
| 0140362 | Wygoda    | przysiółek |

## Zabytki
Do wojewódzkiego rejestru zabytków wpisane są pozostałości zespołu dworskiego:
- park z aleją spacerową „Promenada”
- cmentarz rodowy w parku
- lodownia
- oficyna
- budynek gospodarczy
- spichrz.